# Bruno Parent
Pour les articles homonymes, voir Parent.
Bruno Parent, né le 9 août 1953 dans le 8e arrondissement de Paris, est un haut fonctionnaire français.
Il a fait sa carrière au ministère de l'Économie et des Finances.

## Biographie
Titulaire de deux DEA en droit public (droit public interne et droit international public) et diplômé de l’IEP de Paris, ancien élève de l'École nationale d'administration (ENA 1981, promotion Droits de l'Homme), il commence sa carrière comme administrateur civil affecté à la Direction générale des Impôts en 1981. Il en gravit tous les échelons (chef de bureau, sous-directeur, chef de service, directeur général adjoint) avant d'en devenir le directeur général de 2003 à 2007.
En 2007, il prépare la fusion de la DGI et de la direction générale de la Comptabilité publique pour constituer la direction générale des Finances publiques (DGFiP) et devient ensuite directeur général de la Concurrence, de la Consommation et de la Répression des fraudes le 8 novembre 2007.
En 2009, il est nommé inspecteur général des finances.
En juin 2012, il est chargé d'une mission de préfiguration de la future banque publique d'investissement.
Par un arrêté du ministre de l'économie et des finances du 23 décembre 2013, il est nommé président du Conseil d'orientation de la lutte contre le blanchiment de capitaux et le financement du terrorisme pour une durée de trois ans.
Par décision du Conseil des ministres du 18 juin 2014, il est nommé directeur général de la Direction générale des Finances publiques à compter du 1er juillet 2014 succédant ainsi à Bruno Bézard.
Ses fonctions prennent fin le 19 mai 2019. Son remplaçant, Jérôme Fournel, administrateur général, et jusqu'alors directeur de cabinet de Gérald Darmanin, est nommé directeur général des finances publiques, à compter du 20 mai 2019, sur proposition du ministre de l’économie et des finances et du ministre de l’action et des comptes publics, lors du Conseil des Ministres du 24 avril 2019.

### Élections municipales de 2020 à Paris
Bruno Parent, qui a rejoint en 2020 la liste présentée par Agnès Buzyn, 
candidate à la Mairie de Paris, est chargé de la finalisation du budget au sein de l'équipe de campagne, et sera en cas de victoire son adjoint chargé des finances.